# みえいなべ農業協同組合
みえいなべ農業協同組合（みえいなべのうぎょうきょうどうくみあい、通称:JAいなべ　旧・員弁郡農業協同組合）は、かつて三重県いなべ市に本店を置いていた農業協同組合。管轄はいなべ市及び員弁郡東員町で三重県最北の農業協同組合であった。2013年に合併により三重北農業協同組合が発足した。

## 概要
- 代表者
  - 門脇孝（理事長）
- 組合員数：12,309（平成24年3月31日現在）
  - 正組合員
    - 個人：7,010人
    - 法人：18団体

  - 准組合員
    - 個人：5,263人
    - 法人：18団体
- 出資金：925,821,000円（平成24年3月31日現在）

## 沿革
- 1988年（昭和63年）8月-東員農協・大安町農協・伊勢治田農協・藤原町農協・員弁農協が合併して員弁郡農協が設立
- 1992年（平成4年）4月-通称をJAいなべとする
- 1996年（平成8年）3月-大泉支店竣工
- 1999年（平成11年）3月-東員育苗センター竣工
- 2001年（平成13年）3月-大安育苗センター竣工
- 2001年（平成13年）10月-支店統廃合により12支店となる
- 2002年（平成14年）7月-大長支店を三和支店と支店名変更
- 2002年（平成14年）9月-農機自動車整備工場竣工
- 2003年（平成15年）6月-経営管理委員会制度導入
- 2004年（平成16年）3月-市町村合併に伴い「員弁郡農業協同組合」から「みえいなべ農業協同組合」へ名称変更
- 2006年（平成18年）6月-ファーマーズマーケット「いなべっこ」開設
- 2012年（平成24年）4月-金融共済部を金融部と共済部に分割
- 2013年（平成25年）4月-三重四日市農協、桑名農協、三重長島農協と合併し三重北農協（通称：JAみえきた）が発足し解散

## 本店
- 監査室
- 総務部
  - 総務課
  - 企画管理課
  - 審査課
- 金融部
  - 貯金為替課
  - 融資課
  - 証券運用課
- 共済部
  - 共済査定課
  - 共済保全課
- 営農経済部
  - 営農指導課
  - 農産資材課
  - 施設米穀課
  - 農機課
  - 農産物直売所
  - 生活開発課

## 支店
- 白瀬支店
  - 立田店
- 中里支店
- 阿下喜支店
- 治田支店
- 十社支店
- 山郷支店
- 大泉支店
- 笠田支店
- 石榑支店
- 梅戸井支店

東員町
- 神田支店
- 三和支店

## ATM店舗
- 西藤原店
- 東藤原店
- 丹生川店
- 三里店

## 施設
- 藤原ライスセンター
- 北勢ライスセンター
- 治田ライスセンター
- 員弁カントリー
- 大安ライスセンター
- 東員ライスセンター
- 北勢育苗センター
- 山郷給油所
- 東員給油所
- いなべ総合病院売店(JA三重厚生連いなべ総合病院内)
- いなべファーマーズマーケット「いなべっこ」